# Slaget ved Spring Hill
Slaget ved Spring Hill blev udkæmpet den 29. november 1864 i Maury County, Tennessee, som led i Franklin-Nashville kampagnen i den amerikanske borgerkrig.

## Baggrund
Spring Hill var optakten til Slaget ved Franklin. Om morgenen den 29. november 1864 efter det uafgjorte slag ved Columbia, marcherede den konfødererede Army of Tennessee fra Columbia mod Spring Hill for at afskære en betydelige del af unionsstyrkerne fra hinanden i håb om at besejre dem begge inden de kunne samles og overmande den konfødererede hær. Unionens generalmajor George H. Thomass Army of the Cumberland lå nord for Spring Hill i Nashville, mens generalmajor John M. Schofields Army of the Ohio var i Pulaski og delt i mindre dele.
Hood sendte generalløjtnant Benjamin F. Cheatham og generalløjtnant Alexander P. Stewarts korps på en omgående bevægelse mod nord, og krydsede Duck River øst for Columbia mens korpset under generalløjtnant Stephen D. Lee på den sydlige bred afledte en unionsdivision under brigadegeneral Jacob D. Cox over fgloden. Hood red nær spidsen af kolonnen og håbede på at overraske Schofield.
Kavaleri ildkampe mellem brigadegeneral James H. Wilsons Unionskavaleri og generalmajor Nathan Bedford Forrests konfødererede kavalerister fortsatte dagen i gennem mens de konfødererede rykkede frem. Forrest havde gennemførte en bred omgående bevægelse med 4.000 kavalerister, som tvang Wilson nodpå til Hurts Corner, hvor ved de forhindrede Unionskavaleriet i at påvirke fremrykningen af Hoods infanteri. Det lykkedes dog Wilson at advare Schofield om Hoods fremrykning og unionens træn, 800 vogne, blev sendt nordpå i retning af Franklin.

## Slaget
Mens Hoods infanteri krydsede Duck River nærmede sig Spring Hill sendte Schofield tropper af sted for at holde vejkrydsene der: Generalmajor David S. Stanley, leder af 4. Korps med de to divisioner under generalmajor George D. Wagner og generalmajor Nathan Kimball.
Fra kl. 16 og til hen ad solnedgang slog Unionshæren infanteriangreb fra Cheathams korps tilbage. Angrebene slog fejl af fire årsager:
1. dårligt koordinerede angreb fra Cheatham,
2. udmærket defensiv artilleristøtte fra Unionens artilleri og en beslutning af Hood om at holde det meste af sit artilleri baggrunden,
3. dårlig placering af Hood af Stewards korps, som blev efterladt for langt mod syd ved Rutherford Creek til at kynne støtte Cheatham indtil Hood frigav det efter mørkets frembrud samt
4. at Forrest ikke nåede frem før det blev mørkt.

Ved nattetid havde de konfødererede endeligt fået placeret deres korps hvor de kunne angribe og alvorligt beskadige Schofields styrke, men de begik en fejl ved at tillade Unionshæren at beholde kontrollen med landevejen og holde en flugtvej åben. Da han troede, at slaget var stort set overstået overlod Hood kommandoen i felten til hans dygtigste underordnede, generalmajor Patrick Cleburne efter at have givet ordre til at angribe Schofield. På grund af en fejl i kommunikationen, fik Cleburne aldrig meddelelsen og angreb aldrig. Da Stewart ankom gik hans korps blot i bivuak ved siden af Cheatham og begge korps lavede aftensmad og gik til ro.

## Efterspil
Resultatet af dårlig kommunikation og dårlig militær ledelse var, at i løbet af natten passerede alle Schofields tropper, inklusiv Cox fra Columbia gennem Spring Hille mens de konfødererede hærchefer sov. Hærens passage foregik ikke ubemærket, men der blev ikke gjort noget for at spærre landevejen. Kl. 6 om morgenen den 30. november var hele Schofields hær et godt stykke nord for Spring Hill og fortroppen havde nået Franklin, hvor den begyndte at bygge brystværn. Om morgenen opdagede Hood at Schofield var undsluppet og indledte et arrigt møde med sine underordnede ledere, hvor han lagde skylden på miseren på alle andre end sig selv og gav hæren ordre til at genoptage forfølgelsen, hvilket førte til slaget ved Franklin samme eftermiddag.
Dette havde måske været Hoods bedste chance for at isolere og besejre unionshæren. Slaget er blevet beskrevet som "en af de mest kontroversielle ikke-slags hændelser i hele krigen". En løjtnant fra Texas i Cleburnes division sagde senere: "Den mest skånsomme forklaring er at krigsguderne spredte forvirring i hovederne på vore ledere", men historiske spekulationer har tilskrevet fejltagelsen mulig beruselse blandt nogle generaler, Hoods ukampdygtighed efter at have fået laudanum, efter at være faldet af hesten i løbet af dagen, eller indflydelse fra Mrs. Jessie Peters, en notorisk indbygger i Spring Hill hvis forbindelse til den konfødererede generalmajor Earl Van Dorn et år tidligere havde ført til, at han blev myrdet af hendes mand.

## Eksterne kilder
- Kort over slaget ved Spring Hill
- History Under Siege: Spring Hill designated by the Civil War Preservation Trust as a Top 10 most endangered battlefield in 2009 Arkiveret 30. marts 2009 hos  Wayback Machine
- Animated History of The Franklin-Nashville Campaign Arkiveret 8. juli 2011 hos  Wayback Machine
- The Battle of Spring Hill, Tennessee af John K. Shellenberger

35°44′N 86°58′V / 35.73°N 86.96°V